# Nicola Deaton
Nicola Deaton, verh. Perry (* Oktober 1976), ist eine englische Tischtennisspielerin. Sie gehörte in den 1990er Jahren zu den besten Spielerinnen Englands und nahm an mindestens drei Weltmeisterschaften und drei Europameisterschaften teil.

## Werdegang
Nicola Deaton entstammt einer Tischtennisfamilie. Ihr Vater Colin Deaton spielte in seiner Jugend international für England, ihre Mutter Sandra wurde 2014 Präsidentin (chairman) des Englischen Tischtennisverbandes ETTA. Bereits mit sechs Jahren begann Nicola unter Anleitung ihres Vaters mit dem Tischtennissport. Ihren ersten internationalen Erfolg erzielte sie 1991 bei den Jugend-Europameisterschaften, wo sie im Doppel mit Sally Marling Silber gewann.
Von 1990 bis 2002 gewann Nicola Deaton insgesamt 17 Titel bei den nationalen englischen Meisterschaften, davon sechs im Einzel, sechs im Doppel und fünf im Mixed. Bemerkenswert ist der Zeitraum 1999 bis 2002, in dem sie sowohl im Einzel als auch im Doppel mit Helen Lower viermal in Folge den Titel holte.
Dreimal nahm sie an Weltmeisterschaften teil, nämlich 1993, 1995 und 1997, ohne dabei in die Nähe von Medaillenrängen zu gelangen. Bei den Europameisterschaften 1994, 1996 und 1998 kam sie mit der englischen Mannschaft jeweils auf Platz vier.
Ab Ende der 1990er Jahre spielte sie mehrere Jahre lang beim französischen Verein Metz. 2003 beendete sie ihre internationale Karriere.

## Privat
Nicola Deaton studierte an der University of Nottingham Psychologie. Im August heiratete sie den englischen Tischtennis-Nationalspieler Alex Perry, mit ihm hat sie zwei Kinder.